# Symbiotaphrina buchneri
Symbiotaphrina buchneri är en svampart som beskrevs av Gräbner ex W. Gams & Arx 1980. Symbiotaphrina buchneri ingår i släktet Symbiotaphrina, divisionen sporsäcksvampar och riket svampar.   Inga underarter finns listade i Catalogue of Life.